# Tinguiririca (Vulkan)
Der Tinguiririca ist ein 4280 m hoher Schichtvulkan in der Provinz Colchagua in der Región del Libertador General Bernardo O’Higgins in den Anden Zentral-Chiles nahe der Grenze zu Argentinien; er liegt nördlich vom Oberlauf des Río Tinguiririca.

## Aktivität
Älteren Aufzeichnungen zufolge gab es kleinere Ausbrüche in den Jahren 1779 und 1830, doch fand die letzte größere Eruption im Jahr 1917 statt; seitdem ist nur noch geringe Aktivität in Form von gelegentlichen Fumarolen im Gipfelkrater festzustellen.

## Flugzeugunglück
Etwa 10 km nordöstlich des Berggipfels zerschellte am 13. Oktober 1972 in etwa 4000 m Höhe der Fuerza-Aérea-Uruguaya-Flug 571. Nach 72 Tagen im Eis konnten 16 von 45 Insassen gerettet werden.